# Mobilian jargon
Mobilian Jargon (també llengua comercial mobilian, Mobilian Trade Jargon, llengua comercial Chickasaw–Choctaw, Yamá) fou un pidgin usat com a lingua franca entre els grups amerindis que vivien al llarg del golf de Mèxic a l'època de la colonització europea de la regió. El nom es refereix als mabila de la costa central del Golf.
El mobilian jargon facilitava el comerç entre les tribus que parlaven llengües diferents i els colons europeus. Hi ha un debat continu sobre quan l'argot mobilian va començar a ser parlat. Alguns estudiosos, com James Crawford, han argumentat que l'argot mobilian té els seus orígens en un medi ambient lingüísticament divers, després de l'establiment de la colònia francès de Louisiana. Altres, però, suggereixen que l'ambient ja lingüísticament divers de la conca baixa del Mississipi va impulsar la necessitat d'un mètode comú de comunicació abans d'un contacte regular amb els europeus.
Els nadius americans de la costa del golf i la vall de Mississipi sempre han parlat diversos idiomes, principalment les llengües de les altres tribus que habitaven la mateixa zona. Els mobilians, com altres tribus veïnes, també eren multilingües. A principis del segle xix l'argot mobilian va evolucionar funcionant únicament com a llengua de contacte entre persones en un mitjà d'identificació personal. Amb una presència cada vegada més gran d'estrangers a la comunitat de la comunitat índia de la costa del golf, l'argot mobilian va servir com una forma de saber qui era veritablement nadiu de la zona, i va permetre als mobilians ser socialment aïllats de l'expansió de la població no indígena del nord.

## Distribució
El mobilian jargon fou usat des de la costa nord-oest de Florida i l'àrea de l'actual frontera Alabama-Geòrgia fins a Texas oriental i al nord de la baixa vall del Mississipi (actualment sud i centre d'Illinois) al sud de la regió del delta del Mississipi al sud. Se sap que ha estat utilitzat pels alibamu, apalachee, biloxis, chacato, pakana, pascagoules, taensa, i tunica.

## Orígens
El mobilian és una forma pidginitzada de la llengua choctaw i chickasaw (ambdues muskogi occidental) que també conté elements de les llengües muskogi orientals com l'alabama i koasati, llengües colonials incloent l'espanyol, francès i anglès, i potser algonquines i altres idiomes. Pamela Munro ha argumentat que el choctaw és el principal idioma contribuent (no choctaw i chickasaw), encara que això ha estat qüestionat per Emanuel Drechsel. Emanuel Drechsel ha arribat a la conclusió que la presència de certes paraules algonquines en argot mobilian són el resultat d'un contacte directe entre els mobilistas de la vall de Mississipi i algonquins movent-se cap al sud. En la seva major part, aquests "préstecs lingüístics" difereixen en només una o dues lletres.

## Gramàtica
Té un sil·labari simplificat i una estructura sòlida i una gramàtica simplificada en comparació amb el choctaw, la seva llengua mare primària. La seva lexicologia comparteix grans similituds amb altres llengües muskogi, en particular chickasaw i alabama. Comparaciço dels pronoms personals entre les llengües muskogi:
| Català    | Mobilian | Alabama | Choctaw | Chickasaw |
| --------- | -------- | ------- | ------- | --------- |
| Jo        | inu      | ino     | ano     | ano, ino  |
| Tu        | išnu     | isno    | čišno   | išno      |
| Nosaltres | pošnu    | posno   | pišno   | pošno     |

## Revitalització
Encara que el mobilian va ser escrit al voltant en la dècada de 1700 i es parlava fins a la dècada de 1950, en la dècada de 1980 els ancians de la regió de Louisiana encara podia recordar algunes paraules i frases seleccionades. En 2012 la Mezcal Jazz Unit de Montpeller col·laborà per internet amb Grayhawk Perkins, un historiador de les llengües muskogi, per fer un enregistrament titulat Thirteen Moons que compta amb "els cants commovedors dels contes populars antics i més contes moderns dits en mobilian."